# Carl-Per Prütz
Carl-Per Prütz, född 28 juli 1891 i Landskrona, död 13 augusti 1983 i Ingarö församling, var en svensk tandläkare.
Carl-Per Prütz var son till källarmästaren Peter Prütz. Han blev folkskollärare 1913 och var lärare i Landskrona, Uppsala och Sundbyberg 1914–1918. Han avlade studentexamen i Stockholm 1917 och tandläkarexamen 1921 samt var praktiserande tandläkare i Stockholm 1921–1943 och assistent vid Tandläkarinstitutet 1921–1924. Från 1943 var han VD för Dental AB i Stockholm. Prütz var styrelseledamot i Sveriges tandläkareförbund 1922–1926 och 1929–1932 (1922–1924 som sekreterare, 1925–1926 och 1929 som vice ordförande och 1930–1932 som ordförande), och främjade där frågan om folktandvården. Han var 1924–1926 sekreterare och var från 1936 styrelseledamot i Skandinaviska tandläkareföreningen samt tillhörde 1935–1942 styrelsen för Svenska tandläkaresällskapet (varav 1936–1938 som ordförande). Prütz vetenskapliga insats berörde särskilt rotbehandlingen och rotfyllningen, vilka han förbättrade genom att utarbeta ny metodik (Svensk tandläkare-tidskrift 1940). Därutöver publicerade han Social mun- och tandvård i Sverige (1933) och utredde frågan om tandläkares pensionering (1935, tillsammans med J. Holgers).